# Henrik Kildentoft
Henrik Kildentoft (ur. 18 marca 1985 w Hvidovre) – duński piłkarz występujący na pozycji obrońcy.

## Kariera klubowa
Kildentoft jako junior grał w zespołach SBK 75, BK Frem, Rosenhøj oraz Brøndby IF. W 2004 roku został włączony do pierwszej drużyny Brøndby, grającej w Superligaen. W lidze tej zadebiutował 16 kwietnia 2005 roku w wygranym 2:0 pojedynku z Viborgiem. W tym samym roku zdobył z zespołem mistrzostwo Danii, Puchar Danii oraz Puchar Ligi Duńskiej. W 2006 roku wywalczył z nim natomiast wicemistrzostwo Danii, a także ponownie Puchar Ligi Duńskiej. 11 listopada 2006 roku w przegranym 1:3 spotkaniu z FC København strzelił pierwszego gola w Superligaen. W Brøndby grał do końca sezonu 2006/2007.
W połowie 2007 roku Kildentoft odszedł do FC Nordsjælland, także grającego w Superligaen. Pierwszy ligowy mecz zaliczył tam 18 lipca 2007 roku przeciwko FC København (1:0). W 2010 roku, a także w 2011 roku zdobył z nim Puchar Danii. W 2012 roku wraz z klubem wywalczył natomiast mistrzostwo Danii. Zawodnikiem Nordsjælland był do roku 2013.
Następnie występował w zespołach FK Haugesund, Hønefoss BK, Vendsyssel FF oraz Næstved BK. W 2017 roku zakończył karierę.

## Kariera reprezentacyjna
Kildentoft jest byłym reprezentantem Danii U-17, U-19, U-20 oraz U-21.